# 大阪日本民藝館
大阪日本民藝館（おおさかにほんみんげいかん）は、大阪府吹田市の万博記念公園内にある民芸品中心の美術館。

## 概要
1970年3月から9月にかけて開催された日本万国博覧会に際し、大原総一郎らの呼びかけで関西企業17社が万博日本民芸館出展協議会を設立した後に、1967年9月日本民藝協会が「暮しの美」をテーマに「民藝の美」を紹介する形で出展したパビリオン（日本民芸館）として設立を決定し、1968年12月に着工され、万博の年の3月6日に開催に先駆けて大林組によって竣工・開館式が行われた。パビリオンの館長には、万博開催前の1968年7月に没した大原総一郎の後を引き継いだ弘世現が就任（名誉館長は濱田庄司）。開催時は第1展示室に全国各地の古い民芸品、第2・3展示室に伝統技法を継承した新作民芸品、第4展示室に民芸品の工芸の本質に即した個人作家の新作を展示し展示室内の陳列ケース・椅子・電話台・灰皿などの備品も民芸調のものを用いた。
万博終了後は建物は大阪府に寄贈され、その後万博記念協会に無償譲渡された。そして、1971年3月26日大阪府教育委員会から工芸館として設立許可を受け、1972年3月15日に万博開催2周年を受ける形で財団法人大阪日本民藝館として新装開館。初代館長は濱田庄司、二代目館長は柳宗理（2011年3月末に退任）で、以後の館長はなく日本民藝館の提携による理事・評議員での運営である。
万博公園の文化ゾーンにあり、平和のバラ園を挟んで日本庭園、国立民族学博物館に隣接している。収蔵品は陶磁器や木漆工品、染織品など約6千点。毎年春（3月から7月）と秋（9月から12月）に特別展を企画している。常設展には濱田庄司や河井寛次郎の陶器が展示されている。
日本万国博覧会以来パビリオンとしてのテーマを保持して運営され続けられている唯一の施設ともいわれている。

## エピソード
- 万博当時の第四展示室の壁に展示された棟方志功による最大作(2.4×13.5メートル)である板画「大世界の柵『乾』ー神々より人類へー」[17]が、話題になった。
- 万博当時の展示ケースは松本民藝家具(当時池田三四郎社長)、受付や案内係の女性の制服デザインは柳悦孝が手がけた。
- 三宅忠一ら日本民芸協団の日本工芸館に対して、日本民藝協会はあくまで関西で最初の民芸館は大阪日本民藝館としている。(1928年大礼記念国産振興東京博覧会での日本民藝パビリオンを山本為三郎らによって大阪に移された三國荘(みくにそう)を最初ともいい、その頃はまだその現存が確認できていなかった。)
- 大阪万博に際しての日本民藝館の民芸品などの出展に関する主な趣旨は、柳宗悦らの主張する「知る前にまず見よ」という言葉を中心に民芸に対する認識を改めて意義深く反省することと名誉館長の濱田庄司は述べている。
- 1968年神奈川県立博物館における日本民芸館展(日本民藝協会第22回全国大会)での、民芸展示を手本として鈴木繁男を中心に万博展示がされたと初代館長の濱田庄司は発言している。
- 工事に際しては、陳列品の湿気管理等に注意を払い、窓回りなどは実物大模型を作成して検証された。
- これまでの民藝館は、主に古民家などの和風建築を模して民家の中に陳列品がテーマごとに自然に置かれている展示にしていたのに対し、和風様式を少し残しつつも、いわゆるホワイトキューブ（英語版）様式の陳列品展示にした現代建築[18]にした民藝館としては初めての試みをしたとされる[注釈 3]。